# Tmux
tmux とは、Unixライクなオペレーティングシステム用のターミナルマルチプレクサである。単一のウィンドウで複数の端末セッションにアクセスできる。同時に複数のコマンドラインプログラムを実行する際に有用である。tmux は制御端末からプロセスを切断することもでき、SSH セッションを SSH 接続をしていない状態でも維持することができる。 

## 特徴
tmux には、 GNU Screen のほとんどの機能が含まれている。これにより、ユーザーは特定の物理ないし仮想端末に結びついていないクライアントから端末セッションを開始できる。つまり、複数の端末セッションを同一の端末セッションの中に作成することもでき、自由に 1 つの仮想端末から他の仮想端末に再接続したり、単一のセッションが複数のクライアントを持つことができる。tmux の特徴には次のようなものがある。
- 実行中のセッション、ウィンドウ、またはクライアントを対話式に選択するためのメニュー
- ウィンドウは任意の数のセッションにリンクすることができる[5]
- tmux を管理するための vi ライクまたは Emacs コマンドモード (自動補完あり) [6]
- 内蔵のシリアルクライアントと telnet クライアントが存在しない (端末多重接続のソフトウェアには不要であると考える人もいる)[4]
- より簡単な設定 [7][8]
- GNU Screen とは異なったコマンドキー - screenの代わりになるものではないが、互換性のあるキーバインディングを使用するように設定することができる
- 垂直および水平ウィンドウ分割サポート

## 採用
tmux は OpenBSD に含まれており、また、他の多くのUnixライクなオペレーティングシステムでパッケージとして利用可能である。